# Langa
Langa è un comune spagnolo di 581 abitanti situato nella comunità autonoma di Castiglia e León.